# Timorpony

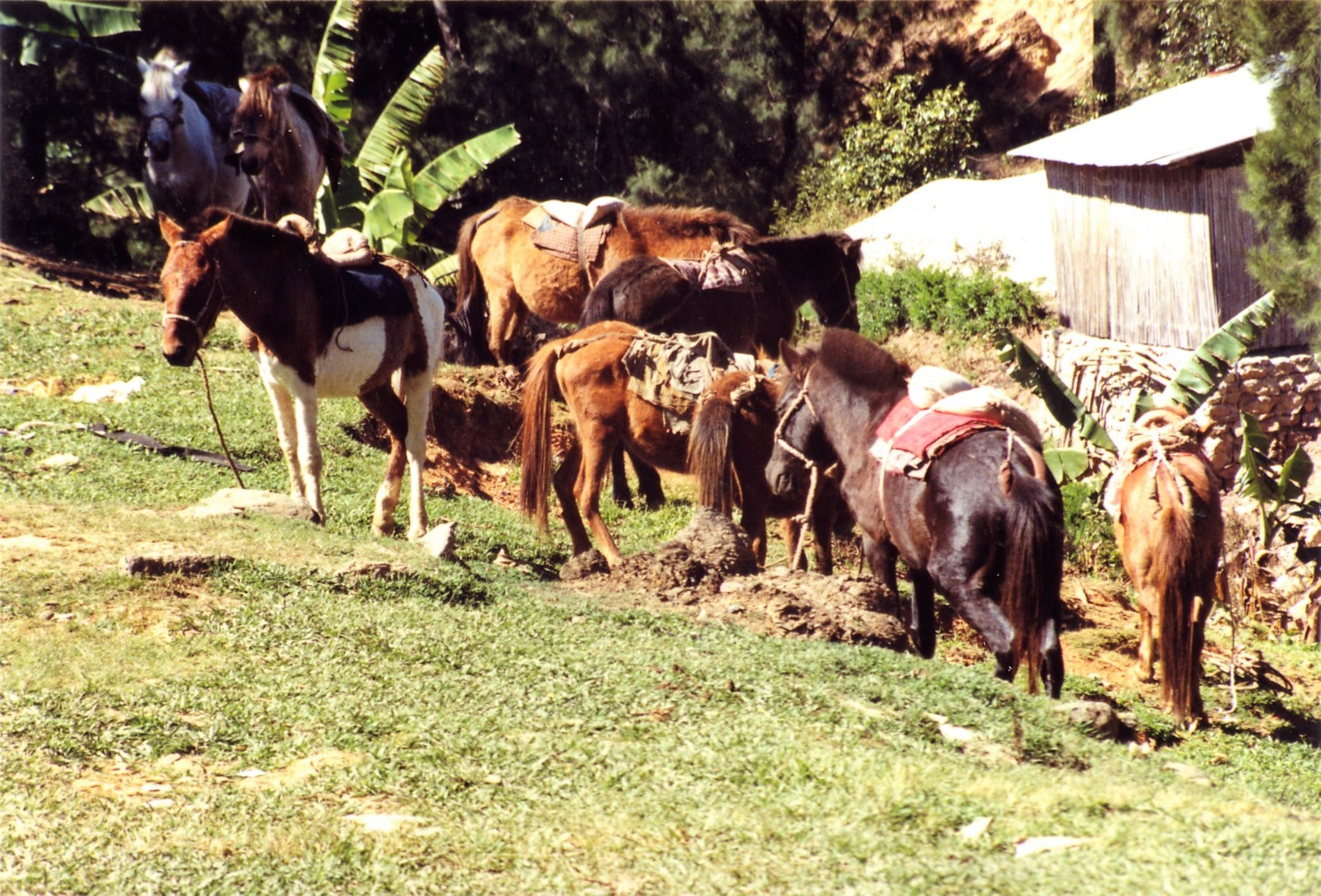
marktdag in Oost-Timor, 2002

De Timorpony is een paardenras dat ontstond op het eiland Timor. Het zijn de kleinste pony's in Zuidoost-Azië. 

## Beschrijving
De Timorpony ontstond waarschijnlijk door kruising van pony's die uit India waren meegebracht door Portugese en Nederlandse kolonisten, met inlandse rassen. Ze zijn ook verwant met de pony's van Flores. Het zijn sterke, sobere pony's. De stokmaat bedraagt ongeveer 120-125 cm. De vachtkleur is voornamelijk bruin en vos, soms grijs of bont. De pony's hebben een vrij grof hoofd en een gespierde nek met stekelmanen. De romp is smal. De schouders zijn recht. Ze staan stevig op hun benen en zijn tredzeker. De hoeven zijn hard. Ze hebben weinig behang. Ze hebben een gewillig karakter en een goed uithoudingsvermogen.

## Gebruik
Timorpony's worden nog dagelijks gebruikt als rij- en lastdier in de bergdorpen en ook voor ceremoniële optochten en paardensport waaronder paardenrennen. Ook werden ze gebruikt als cavalerie- en politiepaard.

## Fokkerij
Het ras was van invloed op de bepaalde types van de Australische pony en de Australische 'waler'. Door de import van een kudde van zestig merries in het noorden van Australië ontstond daar een afgescheiden ras met de naam 'Coffin Bay pony'. 
Uit een advertentie blijkt dat ze al in 1843 in Nieuw-Zeeland te vinden waren, waar ook heden nog met Timorpony's gefokt wordt.

## Galerij

paardenrennen in Timor
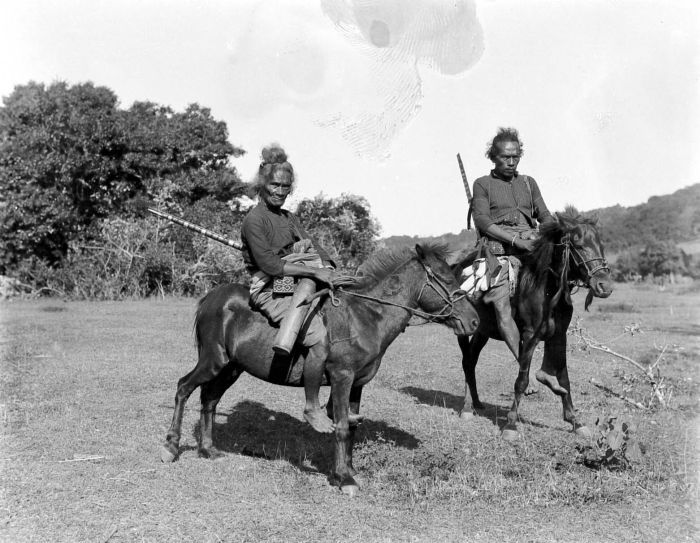
krijgers te paard
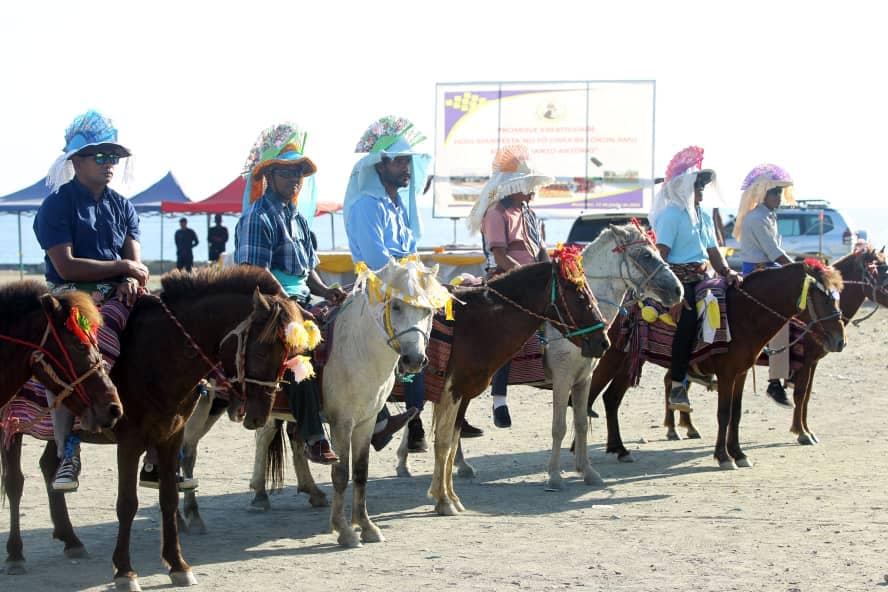
in een optocht
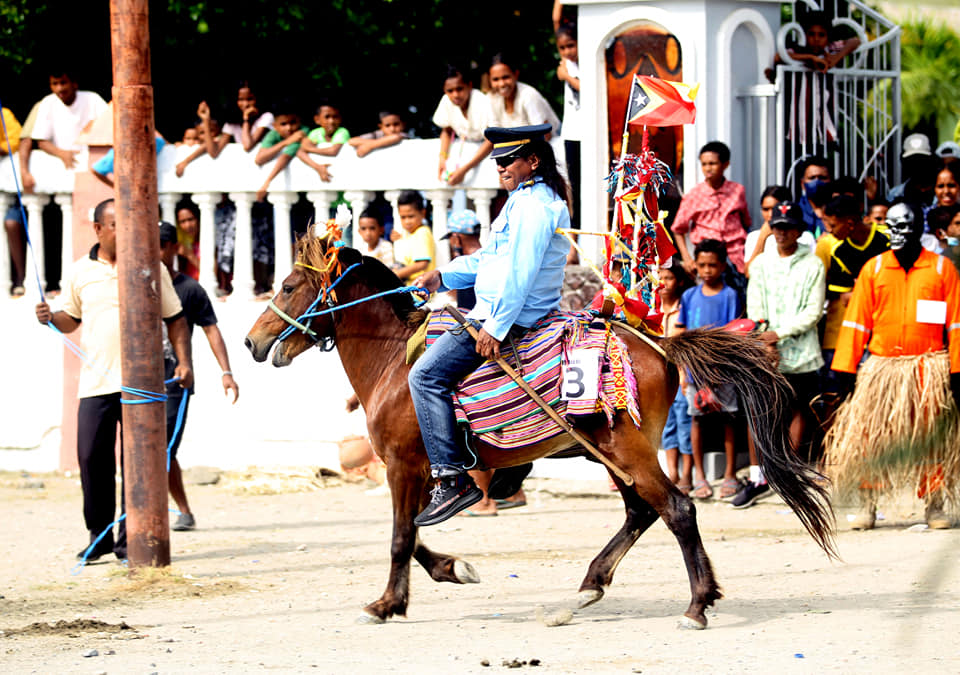
als parade-pony
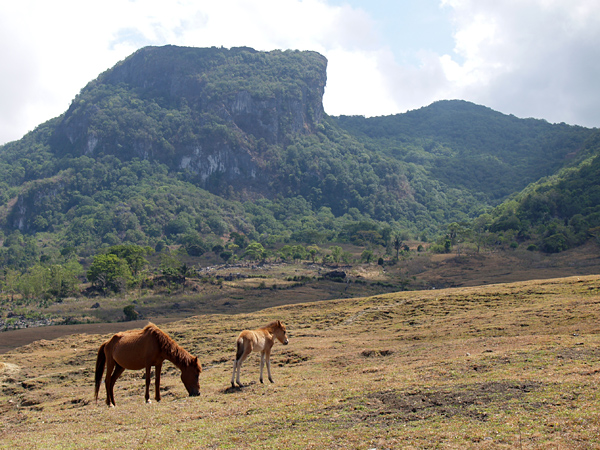
merrie met veulen